# 1491 (boek)
1491: De Ontdekking van Precolumbiaans Amerika (Engels: 1491: New Revelations of the Americas Before Columbus) is een boek van de Amerikaanse schrijver Charles C. Mann. 1491 verscheen voor het eerst in 2005.
In het boek geeft Mann een overzicht van recente historische en archeologische bevindingen over de geschiedenis van het Amerikaanse continent voor de komst van Christoffel Columbus. Mann schreef het boek omdat wetenschappelijke kennis over de Indiaanse geschiedenis bij het grote publiek nog weinig bekend is, en dat het beeld dat de meeste mensen hebben over de precolumbiaanse geschiedenis gebaseerd is op een inmiddels achterhaalde wetenschappelijke stand van zaken.
1491 is opgedeeld in drie delen. In het eerste deel beschrijft Mann dat Amerika dichter bevolkt is dan in het verleden gedacht werd, en dat de epidemieën die door de Europese veroveraars werden meegebracht een demografische catastrofe betekenden die in de geschiedenis haar gelijke niet kent. In het tweede deel behandelt Mann de historiografie betreffende de komst van de oudste bewoners van Amerika, en stelt hij dat Amerika langer bewoond is dan de in het verleden aangehouden 12.000 jaar. In het derde deel stelt Mann ten slotte dat Amerika tijdens de komst van de Europeanen geenszins een ongerept continent was, en dat grote delen van het landschap door Indianen zijn ingericht.